# Blomberg
Pour les articles homonymes, voir Blomberg (homonymie).
Blomberg est une ville de Rhénanie-du-Nord-Westphalie (Allemagne), située dans l'arrondissement de Lippe, dans le district de Detmold, dans le Landschaftsverband de Westphalie-Lippe.

## Jumelages
- Papendrecht (Pays-Bas) depuis 1975
- Reinickendorf (arr. de Berlin) (Allemagne) depuis 1990
- Oschatz (Allemagne) depuis 1990
- Lieusaint (Seine-et-Marne) (France) depuis 2009

## Quartiers
| Quartiers         | Superficie (km²) | Habitants (1er janvier 2008) | Quartiers de Blomberg |
| ----------------- | ---------------- | ---------------------------- | --------------------- |
| Altendonop        | 4,28             | 259                          | Quartiers de Blomberg |
| Blomberg          | 20,16            | 9369                         | Quartiers de Blomberg |
| Borkhausen        | 2,79             | 60                           | Quartiers de Blomberg |
| Brüntrup          | 4,60             | 554                          | Quartiers de Blomberg |
| Cappel            | 2,81             | 638                          | Quartiers de Blomberg |
| Dalborn           | 2,84             | 85                           | Quartiers de Blomberg |
| Donop             | 5,26             | 597                          | Quartiers de Blomberg |
| Eschenbruch       | 7,55             | 518                          | Quartiers de Blomberg |
| Großenmarpe       | 9,14             | 1342                         | Quartiers de Blomberg |
| Herrentrup        | 3,83             | 578                          | Quartiers de Blomberg |
| Höntrup           | 2,30             | 275                          | Quartiers de Blomberg |
| Istrup            | 10,54            | 1572                         | Quartiers de Blomberg |
| Kleinenmarpe      | 3,44             | 171                          | Quartiers de Blomberg |
| Maspe             | 2,09             | 270                          | Quartiers de Blomberg |
| Mossenberg-Wöhren | 3,44             | 293                          | Quartiers de Blomberg |
| Reelkirchen       | 4,00             | 763                          | Quartiers de Blomberg |
| Siebenhöfen       | 3,62             | 98                           | Quartiers de Blomberg |
| Tintrup           | 2,91             | 332                          | Quartiers de Blomberg |
| Wellentrup        | 3,62             | 270                          | Quartiers de Blomberg |

## Personnalités liées à la commune
- Simon IV de Lippe (1404-1429), noble mort au château de Wilbasen.
- Ludolf Küster (1670-1716), philologue né à Blomberg.
- Louis Paulsen (1833-1891), joueur d'échecs né et mort à Blomberg.
- Gerhard Schröder (1944-), 33e chancelier d'Allemagne, né à Mossenberg-Wöhren.